# Polo (Misuri)
Polo es una ciudad ubicada en el condado de Caldwell en el estado estadounidense de Misuri. En el Censo de 2010 tenía una población de 575 habitantes y una densidad poblacional de 357,5 personas por km².

## Geografía
Polo se encuentra ubicada en las coordenadas 39°33′7″N 94°2′8″O / 39.55194, -94.03556. Según la Oficina del Censo de los Estados Unidos, Polo tiene una superficie total de 1.61 km², de la cual 1.6 km² corresponden a tierra firme y (0.81%) 0.01 km² es agua.

## Demografía
Según el censo de 2010, había 575 personas residiendo en Polo. La densidad de población era de 357,5 hab./km². De los 575 habitantes, Polo estaba compuesto por el 95.13% blancos, el 0.35% eran afroamericanos, el 0% eran amerindios, el 0.17% eran asiáticos, el 0% eran isleños del Pacífico, el 0.35% eran de otras razas y el 4% pertenecían a dos o más razas. Del total de la población el 1.91% eran hispanos o latinos de cualquier raza.